# أوشا كيران
أوشا كيران هي ممثلة هندية (وحملت سابقاً جنسية الراج البريطاني)، ولدت في 22 أبريل 1929 بفاساي فيرار في الهند، وتوفيت في 9 مارس 2000 بناشيك في الهند. من الجوائز التي نالتها جوائز فيلم فير.

## جوائز
- جوائز فيلم فير

## وصلات خارجية
- أوشا كيران على موقع IMDb (الإنجليزية)
- أوشا كيران على موقع قاعدة بيانات الفيلم (الإنجليزية)